# Orchadocarpa
Orchadocarpa,  monotipski rod gesnerijevki iz podtribusa Loxocarpinae, dio tribusa Trichosporeae Jedina vrsta je O. lilacina., endemična u poluotočnoj Maleziji (Perak, Selangor). Prvi put je otkrivena u Peraku, a znanstvenom svijetu poznata početkom 20. stoljeća (Ridley, 1905.).
Rod je opisan u J. Straits Branch Roy. Asiat. Soc. 44: 78. 1905.  

## Etimologija
Ime roda dolazi od grčkog όρχις, orchis = testis, i καρπος, karpos = plod, u aluziji na gotovo okruglasti plod.

## Opis
Zeljasta biljka, litofit sa Malajskog poluotoka, ogranićen na planinski lanac Titiwangsa, obično preko 1000 m nadmorske visine. Ovu vrstu karakteriziraju vrlo tanki listovi prekriveni gustim mekim bijelim dlačicama. Svojim drvenastim podankom duljine do 10 cm učvršćuje se u pukotinama okomitih granitnih stijena i strmim zemljanim obalama. Nejednaki listovi su nasuprotno raspoređeni, zbijeni na gornjem kraju podanka. Ova navika, zajedno s iznimno tankim listovima i oštrim nazubljenim rubom, korisni su znakovi za prepoznavanje Orchadocarpa lilacina u divljini, čak i kada nije ni u cvijetu ni u plodu..
Plosnati cvijet blijedo lila-plave boje ima vrlo kratku cijev vjenčića i dvije nejednake usne. Gornja usna tamnije boje je manja i duboko rasječena do baze, dok je donja usna 3–režnjevita, a srednji režanj duži je od bočnih. Središte vjenčića tamno je žute boje i služi kao vodič za nektar za kukce oprašivače. Plosnati cvijet također je uočen kod poluotočnih malezijskih vrsta Paraboea i vrlo malo kod Codonoboea. Međutim, to nije česta karakteristika u regionalnim gesnerijevkama.. Broj kromosoma: nepoznat.